# Federación Italiana de Atletismo

Logo FIDAL

La Federación Italiana de Atletismo (en italiano: Federazione Italiana di Atletica Leggera - FIDAL), fue fundada en Turín en 1897. Actualmente con sede en Roma, es el máximo de los organismos que gestionan el atletismo en Italia, ocupándose de todo aquello que esté relacionado con la selección nacional y encargándose de organizar las principales competiciones atléticas celebradas en territorio español, como por ejemplo los Campeonatos de Italia (campionati italiani di atletica leggera). Está afiliada a la Comité Olímpico Nacional Italiano (CONI) y la Asociación Internacional de Federaciones de Atletismo (IAAF).
Stefano Mei es Presidente de la FIDAL desde 31 01 2021. Francesco Arese eras Presidente de la FIDAL desde el 2005, sucediendo en el puesto a Gianni Gola.

## Patrocinadores oficiales
- Asics[4]
- Kinder[4]
- Mondo[4]
- Findomestic[4]
- Citroën[4]
- Amministrazione Autonoma dei Monopoli di Stato